# کاکولو کاباسا
کاکولو کاباسا (به لاتین: Caculo Cabaça) یک منطقهٔ مسکونی در آنگولا است که در استان کوانزای شمالی واقع شده‌است.